# 요한 에우렌
요한 망누스 에우렌(스웨덴어: Johan Magnus Eurén, 1985년 5월 18일~)은 스웨덴의 전직 레슬링 선수이다. 2012년 하계 올림픽 남자 그레로코만형 슈퍼헤비급 종목에서 동메달을 획득했으며 세계 선수권 대회에서 동메달 1개, 유럽 선수권 대회에서 동메달 3개를 획득했다.